# Ageneiosus marmoratus
Ageneiosus marmoratus és una espècie de peix de la família dels auqueniptèrids i de l'ordre dels siluriformes.

## Morfologia
Els mascles poden assolir els 18,5 cm de llargària total.

## Hàbitat
Viu a indrets de clima tropical entre els 23 i els 26 °C.

## Distribució geogràfica
Es troba a Sud-amèrica.